# Кэш, Элвин Крендолл
Элвин Крендолл Кэш (13 июня 1970 — 8 ноября 2005) — сержант первого класса армии США, посмертно награждённый медалью Почёта за героизм проявленной в ходе Иракской войны. 10 ноября 2020 года Конгресс США проголосовал за повышение медали «Серебряная звезда», первоначально вручённой Кэшу до медали Почёта. 16 ноября 2021 года спустя 16 лет после смерти Кэша в возрасте 35 лет президент США Джо Байден вручил медаль Почёта вдове Кэша Тамаре на церемонии посвящённой подвигам Кэша и двум другим солдатам в нескольких разных битвах.

## Биография
Кэш родился 13 июля 1970 года в Санфорде, штат Флорида, вырос в Овьедо, штат Флорида и в 1988 году окончил местную старшую школу после чего вступил в ряды армии США. Он участвовал в войне в Персидском заливе в 1991 году в качестве рядового пехотинца, также принял участие в миссии в бывшей Югославии, заработав медаль «За кампанию в Косово». Также он принял участие во вторжении в Ирак в 2003 году, после чего получил назначение в 3-ю пехотную дивизию, где служил строевым инструктором. 
17 октября 2005 года Кэш, служивший в роте А первого батальона 15-го пехотного полка третьей пехотной дивизии, спас жизни шестерых своих товарищей после того как боевая машина «Брэдли», в которой они ехали, подорвалась на импровизированном взрывном устройстве, несмотря на полученные ожоги второй и третьей степеней свыше 72% поверхности тела. 8 ноября 2005 года Кэш скончался от полученных ранений в медицинском центре армии им Брука в Форт-Сэм-Хьюстон, штат Техас. У него остались жена и дети. Похоронен на кладбище Рестлаун в Санфорде, штат Флорида.

## Память
19 июля 2014 года в честь Кэша был назван новый центр армейского резерва в Санфорде, штат Флорида. 11 мая 2019 года в его честь был переименован офис почты в Овьедо.
23 июля 2020 года сын Кэша Эндрю окончил курс подготовки (One Station Unit Training) для солдат пехоты в Форт-Беннинге, штат Джорджия.
20 мая 2021 года командование третьей пехотной дивизии в Форт-Стюарте, штат Джорджия, переименовало основные церемониальные площадки дивизии с «Садов Марны» в «Сады Кэша». «Сады Кэша» расположены рядом со штабом дивизии, там проходят смены командования батальонов, бригад и дивизий, а также для других торжественных церемоний.

## Кампания по награждению медалью Почёта

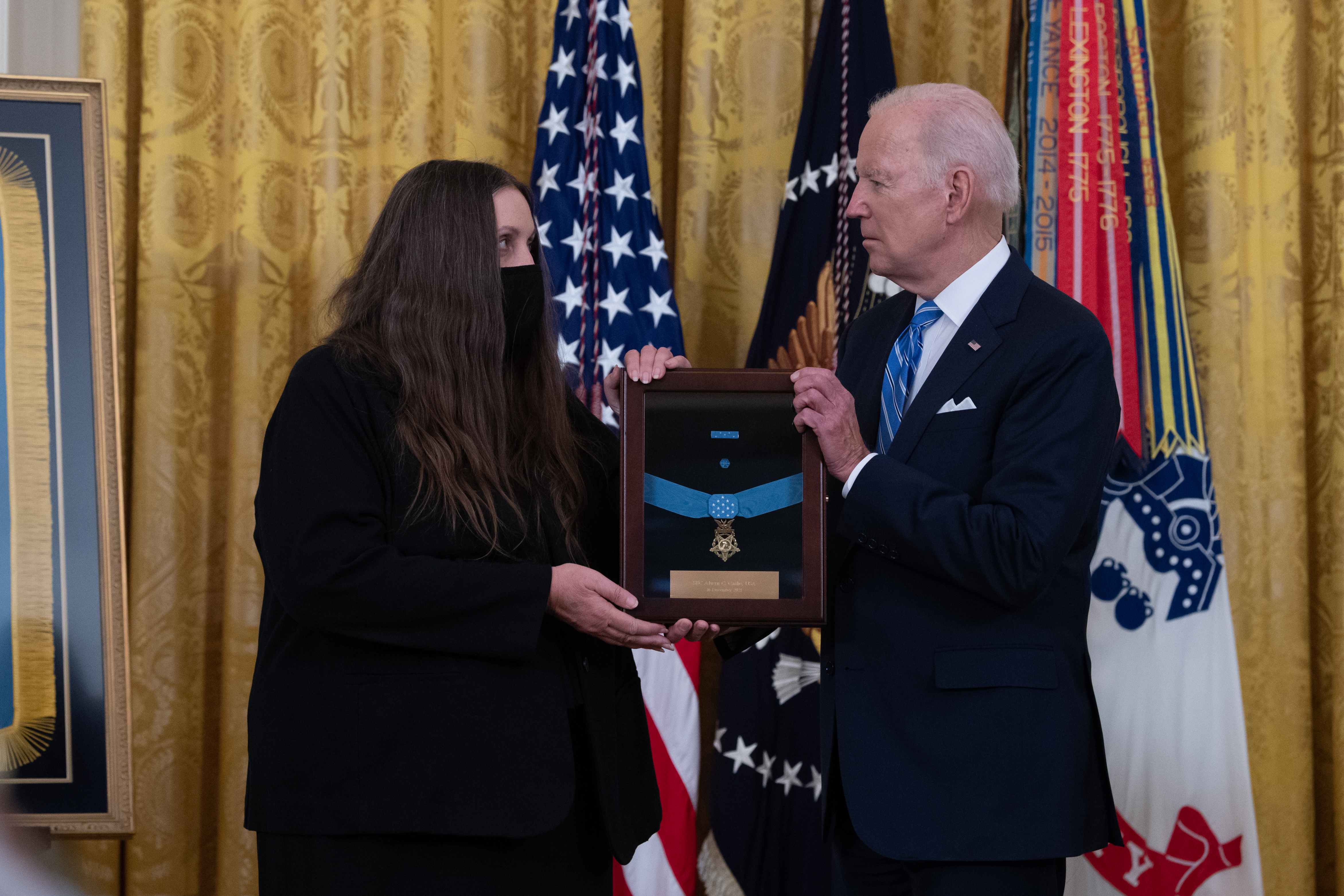
Вдова Кэша Тамара получает медаль Почёта от лица её мужа в ходе церемонии в Белом доме 16 декабря 2021 года

Гэри Брито, командир батальона где служил Кэш, сначала не знал о тяжести ранений полученных Кэшом и страданий которые он испытывал и представил Кэша к медали «Серебряная звезда». Свидетели происшедшего также были эвакуированы для прохождения лечения и не могли сделать заявления. В дальнейшем Грито сделал новые заявления для командования армии, добиваясь награждения Кэша медалью Почёта, он продолжал поддерживать кампанию по повышению «Серебряной звезды» до медали Почёта.
17 октября 2019 года в 14-ю годовщину подвига Кэша три депутата Конгресса направили формальный запрос министру обороны Марку Эсперу и министру по делам армии Райану Маккарти на повышение награды Кэша до медали Почёта. Авторами письма были отставной оператор SEAL Дэн Креншоу, бывший офицер специальных войск Майкл Уолтц и Стефани Мёрфи. 
24 августа 2020 года министр обороны Марк Эспер согласился с тем, что подвиг Кэша заслуживает награждения медалью Почёта. 22 сентября 2020 года Конгресс США единогласно приняла законопроект, внесенный конгрессменом от штата Флорида Стефани Мерфи, позволивший  наградить  Кэша медалью Почёта. Закон HR 8276 отменил пятилетний срок давности, который уже истёк для обычного рассмотрения присуждения медалью Почёта, напрямую уполномочив президента награждать медалью «за подвиги во время операции «Свобода Ираку».  
28 сентября 2020 года игрок (левый текл) футбольной команды «Питтсбургские Сталевары» Алехандро Виллануева, сам бывший рейнджер, поместил наклейку с именем Кэша на задней поверхности своего шлема, заклеив имя негритянского юноши Энтвуна Роуза-младшего, убитого в июне 2018 года полицейским в восточном Питтсбурге. Команда решила почтить память Роуза а Виллануева заявил, что желает поддержать кампанию по награждению Кэша медалью Почёта.   
10 ноября 2020 года Сенат США принял закон, позволивший наградить медалью Почёта Элвина Кэша.
4 декабря 2020 года президент США Дональд Трамп подписал закон HR 8276, уполномочивший его наградить посмертно медалью Почёта Элвина Кэша.

## Награждение
Награждение Кэша медалью Почёта было отложено новой администрацией. Семья Кэша и отдельные конгрессмены надеялись, что награждение состоится до 20 января 2021 года, когда президент Трамп покинет Белый дом. Но 11 января 2021 года стало известно, что награждение произведёт избранный президент Джо Байден. На церемонии 16 декабря 2021 года Байден вручил три медали Почёта: Эрлу Пламли и семьям Элвина Кэша и Кристофера Челиза.    

## Награды и знаки отличия
Кэш получил слежущие медали и знаки отличия:
|                                 |                                 | |                            |  |  |  |  |  |  |  |  |
|                                 |                                 | |                            |  |  |  |  |  |  |  |  |
| Бронзовый пучок дубовых листьев | Бронзовый пучок дубовых листьев | | Бронзовая звезда за службу |  |  |  |  |  |  |  |  |
|                                 | Бронзовая звезда за службу      | Бронзовая звезда за службу |                            |  |  |  |  |  |  |  |  |
|                                 |                                 | Width-44 green ribbon with central width-8 flag blue stripe flanked by a pair of width-2 yellow stripes. At distance 6 from the edges are a pair of width-4 yellow stripes. |                            |  |  |  |  |  |  |  |  |
|                                 |                                 | |                            |  |  |  |  |  |  |  |  |
|                                 |                                 | |                            |  |  |  |  |  |  |  |  |
|                                 |                                 | |                            |  |  |  |  |  |  |  |  |

| Награды Кэша          | Награды Кэша                                                     | Награды Кэша                                                     | Награды Кэша                                                     | Награды Кэша                                            | Награды Кэша                                            | Награды Кэша                                            | Награды Кэша                                                         | Награды Кэша                                                         | Награды Кэша                                                         | Награды Кэша                                                               | Награды Кэша                                                               |                                                                            |
| Badge                 | Значок боевого пехотинца                                         | Значок боевого пехотинца                                         | Значок боевого пехотинца                                         | Значок боевого пехотинца                                | Значок боевого пехотинца                                | Значок боевого пехотинца                                | Значок боевого пехотинца                                             | Значок боевого пехотинца                                             | Значок боевого пехотинца                                             | Значок боевого пехотинца                                                   | Значок боевого пехотинца                                                   | Значок боевого пехотинца                                                   |
| 1-й ряд               | Медаль Почёта повышено с Серебряной звезды                       | Медаль Почёта повышено с Серебряной звезды                       | Медаль Почёта повышено с Серебряной звезды                       | Медаль Почёта повышено с Серебряной звезды              | Бронзовая звезда                                        | Бронзовая звезда                                        | Бронзовая звезда                                                     | Бронзовая звезда                                                     | Пурпурное сердце                                                     | Пурпурное сердце                                                           | Пурпурное сердце                                                           | Пурпурное сердце                                                           |
| 2-й ряд               | Похвальная медаль (армия) с одним дубовым листом                 | Похвальная медаль (армия) с одним дубовым листом                 | Похвальная медаль (армия) с одним дубовым листом                 | Army Achievement Medal с одним дубовым листом           | Army Achievement Medal с одним дубовым листом           | Army Achievement Medal с одним дубовым листом           | Медаль «За безупречную службу» (армия) с бронзовой пряжкой и петлями | Медаль «За безупречную службу» (армия) с бронзовой пряжкой и петлями | Медаль «За безупречную службу» (армия) с бронзовой пряжкой и петлями | Медаль «За службу национальной обороне» с одной звездой за службу          | Медаль «За службу национальной обороне» с одной звездой за службу          | Медаль «За службу национальной обороне» с одной звездой за службу          |
| 3-й ряд               | Медаль «За службу в Юго-Западной Азии» с одной звездой за службу | Медаль «За службу в Юго-Западной Азии» с одной звездой за службу | Медаль «За службу в Юго-Западной Азии» с одной звездой за службу | Медаль «За кампанию в Косове» с одной звездой за службу | Медаль «За кампанию в Косове» с одной звездой за службу | Медаль «За кампанию в Косове» с одной звездой за службу | Медаль «За Иракскую кампанию» с одной звездой за службу              | Медаль «За Иракскую кампанию» с одной звездой за службу              | Медаль «За Иракскую кампанию» с одной звездой за службу              | Медаль «За службу в экспедиционных войсках глобальной войны с терроризмом» | Медаль «За службу в экспедиционных войсках глобальной войны с терроризмом» | Медаль «За службу в экспедиционных войсках глобальной войны с терроризмом» |
| 4-й ряд               | Медаль «За участие в глобальной войне с терроризмом»             | Медаль «За участие в глобальной войне с терроризмом»             | Медаль «За участие в глобальной войне с терроризмом»             | Медаль «За службу в вооружённых силах                   | Медаль «За службу в вооружённых силах                   | Медаль «За службу в вооружённых силах                   | NCO Professional Development Ribbon с номером награды 3              | NCO Professional Development Ribbon с номером награды 3              | NCO Professional Development Ribbon с номером награды 3              | Army Service Ribbon                                                        | Army Service Ribbon                                                        | Army Service Ribbon                                                        |
| 5-й ряд               | Army Overseas Service Ribbon с номером награды 2                 | Army Overseas Service Ribbon с номером награды 2                 | Army Overseas Service Ribbon с номером награды 2                 | Медаль НАТО за Югославию                                | Медаль НАТО за Югославию                                | Медаль НАТО за Югославию                                | Медаль Освобождения Кувейта Саудовская Аравия                        | Медаль Освобождения Кувейта Саудовская Аравия                        | Медаль Освобождения Кувейта Саудовская Аравия                        | Медаль Освобождения (Кувейт)                                               | Медаль Освобождения (Кувейт)                                               | Медаль Освобождения (Кувейт)                                               |
| Пряжки                | Tracked Vehicle Driver Badge с пряжкой "Driver-T"                | Tracked Vehicle Driver Badge с пряжкой "Driver-T"                | Tracked Vehicle Driver Badge с пряжкой "Driver-T"                | Tracked Vehicle Driver Badge с пряжкой "Driver-T"       | Parachutist Badge                                       | Parachutist Badge                                       | Parachutist Badge                                                    | Parachutist Badge                                                    | Expert Marksmanship Badge с пряжкой "Rifle"                          | Expert Marksmanship Badge с пряжкой "Rifle"                                | Expert Marksmanship Badge с пряжкой "Rifle"                                | Expert Marksmanship Badge с пряжкой "Rifle"                                |
| Награды военной части | Army Presidential Unit Citation                                  | Army Presidential Unit Citation                                  | Army Presidential Unit Citation                                  | Army Presidential Unit Citation                         | Army Presidential Unit Citation                         | Army Presidential Unit Citation                         | Army Presidential Unit Citation                                      | Army Presidential Unit Citation                                      | Army Presidential Unit Citation                                      | Army Presidential Unit Citation                                            | Army Presidential Unit Citation                                            | Army Presidential Unit Citation                                            |
| --------------------- | ---------------------------------------------------------------- | ---------------------------------------------------------------- | ---------------------------------------------------------------- | ------------------------------------------------------- | ------------------------------------------------------- | ------------------------------------------------------- | -------------------------------------------------------------------- | -------------------------------------------------------------------- | -------------------------------------------------------------------- | -------------------------------------------------------------------------- | -------------------------------------------------------------------------- | -------------------------------------------------------------------------- |

| Другие знаки отличия | Другие знаки отличия                                      | Другие знаки отличия | Другие знаки отличия | Другие знаки отличия | Другие знаки отличия | Другие знаки отличия | Другие знаки отличия | Другие знаки отличия | Другие знаки отличия | Другие знаки отличия | Другие знаки отличия |
|                      | Expert Infantryman Badge                                  |                      |                      |                      |                      |                      |                      |                      |                      |                      |                      |
|                      | 3rd Infantry Division Combat Service Identification Badge |                      |                      |                      |                      |                      |                      |                      |                      |                      |                      |
|                      | Drill Sergeant Identification Badge                       |                      |                      |                      |                      |                      |                      |                      |                      |                      |                      |
|                      | 15th Infantry Regiment Distinctive unit insignia          |                      |                      |                      |                      |                      |                      |                      |                      |                      |                      |
|                      | 3 Overseas Service Bars                                   |                      |                      |                      |                      |                      |                      |                      |                      |                      |                      |
|                      | 5 Service stripes                                         |                      |                      |                      |                      |                      |                      |                      |                      |                      |                      |
| -------------------- | --------------------------------------------------------- | -------------------- | -------------------- | -------------------- | -------------------- | -------------------- | -------------------- | -------------------- | -------------------- | -------------------- | -------------------- |

## Наградные цитаты

### Медаль «Серебряная звезда»
Элвин Крендолл Кэш
Ранг и часть: Сержант первого класса, армия США, рота А, первый батальон, 15-й пехотный полк, третья пехотная дивизия
Место и время: Ирак, 17 октября 2005
Награждён за действия в ходе: Глобальная война с терроризмом
Родился: 13 июля 1970, Томпсон, Джорджия
Цитата:
Президент Соединённых штатов Америки уполномоченный актом Конгресса от 9 июля 1918 года (изменённый законом от 25 июля 1963 г.), с гордостью награждает медалью «Серебряная звезда» (посмертно)  посмертно сержанта первого класса Элвина К. Кэша, армия США за исключительно доблестное достижение в ходе взрыва импровизированной мины 17 октября 2005 в ходе службы в роте А первого батальона, 15-го пехотного полка, третьей бригады, третьей пехотной дивизии во время боевых действий при поддержки в ходе службы взводным сержантом роты А первого батальона, 15-го пехотного полка, третьей бригады, третьей пехотной дивизии «СВОБОДА ИРАКУ». Сержант первого класса Кэш проявил очевидное пренебрежение к собственной безопасности, когда он спас жизни шести своих-товарищей солдат несмотря на полученные им серьёзные ранения. Своей храбростью он поддержал высочайшие традиции военного героизма и заслужил отличие для себя, боевой группы «ДРАКОН», бригады «КУВАЛДА», боевой группы «СВОБОДА» и армии США.   
ОПИСАНИЕ ДЛЯ НАГРАДНОЙ ЗАПИСИ: Сержант первого класса Элвин Крэндолл Кэш героически отличился благодаря исключительно храброму поведению перед лицом врага Соединённых штатов на посту взводного сержанта первого взвода, роты «Альфа» (ХАРДРОК), первого батальона, 15-го пехотного полка размещённого на передовой оперативной базе «МАККЕНЗИ», Ирак 17 октября 2005 года. Вечером 17 октября 2005 года героические действия сержанта первого класса Кэша спасли жизнь шестерых его товарищей-солдат. Приблизительно в 19.20 первый взвод роты «Альфа», 15-го пехотного полка покинул базу «МАККЕНЗИ» чтобы провести зачистку маршрута в городе Далайя, Ирак. При движении по дороге JAIME, головная машина «Брэдли» где сержант первого класса Кэш был стрелком (он только что перебрался из машины NMC)  подорвалась на мине в точке с координатами MC 25357243. Из-за взрыва топливный бак загорелся и топливо разлилось повсюду. Машина остановилась и тут же загорелась. В начале боя сержант первого класса Кэш был легко ранен, на его одежду попало топливо. Несмотря на своё состояние, он молодецки выскочил через люк стрелка, подполз к BFV и помог водителю выбраться через водительский люк. Одежда водителя вспыхнула, пламя перекинулось на Кэша. Последующие минуты стали критическими. Шестеро солдат и переводчик оказались в заднем отсеке «Брэдли». Пламя охватило всю машину и выбивалось из каждого люка. Командир отделения пытался открыть люк десантного отсека изнутри, чтобы дать людям возможность выбраться. Без оглядки на собственную безопасность сержант первого класса Кэш бросился к задней части машины, вошёл в огонь и стал вытаскивать своих [товарищей]-солдат наружу. Пламя охватило его пропитанную топливом форму и быстро охватило его тело. Несмотря на ужасную боль, сержант первого класса Кэш положил раненого солдата на землю и вернулся к горящей машине, чтобы вынести другого горящего солдата; все это время он сам  всё ещё был охвачен огнём. Секунды спустя прибыли солдаты, ехавшие позади «Брэдли» и помогли развернуть CASEVAC. В ходе всех этих событий  страдая от серьёзных ожогов, сержант первого класса Кэш мужественно продолжал вносить порядок в хаос. Спустя минуты на сцене появился ротный первый сержант и начал эвакуировать серьёзно раненых солдат, одним из которых был сержант первого класса Кэш. В конце боя местный переводчик был убит а десять солдат ранено, семеро из них тяжело. Сержант первого класса Кэш до конца оставался героем. Он получил самые тяжёлые ранения, ожоги второй и третьей степеней свыше 72% тела. Своими героическими действиями сержант первого класса Кэш спас жизни шести своих любимых солдат. Он поистине заслуживает эту награду. Своими действиями он поддержал высочайшие традиции военного героизма и заслужил отличие для себя, боевой группы «СВОБОДА» и армии США.                                   
Оригинальный текст (англ.)
Alwyn Crendall Cashe
Rank and organization: Sergeant First Class, U.S. Army, Company A, 1st Battalion, 15th Infantry Regiment, 3rd Infantry Division
Place and date: Iraq, 17 October 2005
Awarded for actions during: Global War on Terror
Born: July 13, 1970, Thompson, Georgia
Citation:
The President of the United States of America, authorized by Act of Congress July 9, 1918 (amended by an act of July 25, 1963), takes pride in presenting the Silver Star (Posthumously) to Sergeant First Class Alwyn Crendall Cashe, United States Army, for exceptionally valorous achievement following an improvised explosive device explosion on 17 October 2005, while serving with Company A, 1st Battalion, 15th Infantry Regiment, 3d Infantry Division, during combat operations in support of Operation IRAQI FREEDOM. Sergeant First Class Cashe's disregard for his own safety proved evident when he saved the lives of six fellow soldiers despite his serious injuries. His bravery is in keeping with the finest traditions of military heroism and reflect distinct credit upon himself, Task Force DRAGON, the SLEDGEHAMMER Brigade, Task Force LIBERTY, and the United States Army. NARRATIVE TO ACCOMPANY AWARD: Sergeant First Class Alwyn Crendall Cashe heroically distinguished himself by exceptionally valorous conduct in the face of the enemy of the United States as a Platoon Sergeant in 1st Platoon, Alpha Company (HARDOCK), 1st Battalion, 15th Infantry Regiment stationed at Forward Operating Base MACKENZIE, Iraq, on 17 October 2005. On the evening of 17 October 2005, Sergeant First Class Cashe's heroic actions saved the lives of six of his fellow soldiers. At approximately 1920 hours, 1st Platoon of Alpha Company, 1-15 Infantry departed FOB MACKENZIE to conduct a route clearance in the city of Daliaya, Iraq. Along Route JAIME, the lead Bradley Fighting Vehicle, of which Sergeant First Class Cashe was gunner having just moved from a NMC vehicle, struck a victim detonated pressure-switch IED at grid MC 25357243. The blast ignited the fuel cell on the vehicle causing fuel to spew everywhere. The vehicle came to a stop and immediately erupted in flames. Sergeant First Class Cashe was initially slightly injured and drenched with fuel. Despite his condition, he bravely managed to get out of the gunner's hatch, crawl down the BFV and assist the driver out of the driver's hatch. The driver had been burned and Sergeant First Class Cashe extinguished his flames. The following minutes were crucial. Six soldiers and a translator were in the back of the Bradley. Flames had engulfed the entire vehicle from the bottom and were coming out of every portal. The squad leader inside the vehicle managed to open the troop hatch door to help the soldiers escape. Without regard for his personal safety, Sergeant First Class Cashe rushed to the back of the vehicle, reaching into the hot flames and started pulling out his soldiers. The flames gripped his fuel soaked uniform. Flames quickly spread all over his body. Despite the terrible pain, Sergeant First Class Cashe placed the injured soldier on the ground and returned to the burning vehicle to retrieve another burning soldier; all the while, he was still on fire. A crew from a trail Bradley arrived within moments and assisted with CASEVAC. During all this and with severe burns, Sergeant First Class Cashe bravely continued to take control of the chaos. Within minutes, the company First Sergeant was on the scene and began to evacuate the seriously injured soldiers. One of which was Sergeant First Class Cashe. In the end, the national translator was killed in action, and 10 soldiers were injured. Seven of the ten were very seriously injured. Sergeant First Class Cashe stayed a hero through it all. His injuries were the worst as he suffered from 2d and 3d degree burns over 72% of his body. Sergeant First Class Cashe's heroic actions saved the lives of six of his beloved soldiers. He is truly deserving of this award. His actions are in keeping with the finest traditions of military heroism and reflect distinct credit upon himself, Task Force LIBERTY and the United States Army.
— 

### Медаль Почёта
Элвин Крендолл Кэш
Ранг и часть: Сержант первого класса, армия США, рота А, первый батальон
15-й пехотный полк, третья пехотная дивизия
Место и время: Ирак, 17 октября 2005
Награждён за действия в ходе: Глобальная война с терроризмом
Родился: 13 июля 1970, Томпсон, Джорджия
Цитата:
Президент Соединённых штатов Америки уполномоченный актом Конгресса от 3 марта 1863 года от имени Конгресса награждает посмертно сержанта первого класса Элвина К. Кэша, армия США за выдающуюся храбрость проявленную с риском для жизни при выполнении и перевыполнении долга службы. Сержант первого класса Элвин К. Кэш отличился проявлениями храбрости, выходящей за рамки служебного долга в ходе службы взводным сержантом роты А первого батальона, 15-го пехотного полка, третьей бригады, третьей пехотной дивизии в провинции Салах-ад-Дин, Ирак, 17 октября 2005.  
В ходе ночного патрулирования близ занятой врагом деревни боевая машина «Брэдли», которой командовал сержант первого класса Кэш был обстреляна из лёгкого стрелкового оружия и подорвалась на импровизированной мине, была выведена из строя и охвачена огнём. Выбравшись из машины, сержант первого класса Кэш бросился на помощь водителю, оказавшемуся запертым в машине. Сержанту первого класса Кэшу и его товарищу-солдату удалось открыть люк водителя и вытащить его наружу, охваченного огнём. При этом, топливо, пропитавшее форму сержанта первого класса Кэша, воспламенилось, что причинило ему сильные ожоги. Проигнорировав свои болезненные ранения, сержант первого класса Кэш направился к задней части машины, где продолжил помогать своим товарищам-солдатам, попавшим в ловушку в отсеке для десантников.          
К этому времени противник заметил его передвижения и начал вести огонь по его позиции. В то время как другое отделение его роты вступило в бой с врагом, сержант первого класса Кэш воспользовался моментом и залез в открытую дверь десантного отсека и помог четырём солдатам выбраться из полыхавшей машины. Затем он заметил ещё двух солдат и снова полез в машину, чтобы вытащить их. К этому времени прибыла подмога, и был организован пункт сбора убитых и раненых. Несмотря на тяжёлые ожоги второй и третьей степени большей части тела сержант первого класса Кэш превозмогал боль чтобы ободрять своих сослуживцев и удостовериться, что они получают необходимую медицинскую помощь. Когда начали прибывать вертолёты медицинской эвакуации сержант первого класса Кэш самоотверженно отказывался от эвакуации пока не были эвакуированы все раненые солдаты. Необычайный героизм сержанта первого класса Кэша и самоотверженность, проявленные при выполнении и перевыполнении долга службы поддержали высочайшие традиции военной службы и принесли великую славу ему, его части и армии США.   
Подписал:
Джозеф Р. Байден
Президент Соединённых штатов.
Оригинальный текст (англ.)
Alwyn Crendall Cashe
Rank and organization: Sergeant First Class, U.S. Army, Company A, 1st Battalion, 15th Infantry Regiment, 3rd Infantry Division
Place and date: Salah Ad Din Province, Iraq, 17 October 2005
Awarded for actions during: Global War on Terror
Born: July 13, 1970, Thompson, Georgia
Citation:
The President of the United States of America, authorized by Act of Congress March 3rd, 1863, has posthumously awarded in the name of Congress the Medal of Honor to Sergeant First Class Alwyn C. Cashe, United States Army, for conspicuous gallantry at the risk of his life above and beyond the call of duty. Sergeant First Class Alwyn C. Cashe distinguished himself by acts of gallantry above and beyond the call of duty while serving as Platoon Sergeant with Company A, 1st Battalion, 15th Infantry Regiment, 3rd Brigade, 3rd Infantry Division in Salah Ad Din Province, Iraq, on October 17th, 2005. While on a nighttime mounted patrol near an enemy-laden village, the Bradley Fighting Vehicle which Sergeant First Class Cashe was commanding was attacked by enemy small-arms fire and an improvised explosive device, which disabled the vehicle and engulfed it in flames. After extracting himself from the vehicle, Sergeant First Class Cashe set about extracting the driver, who was trapped in the vehicle. After opening the driver’s hatch, Sergeant First Class Cashe and a fellow soldier extracted the driver, who was engulfed in the flames. During the course of extinguishing the flames on the driver and extracting him from the vehicle, Sergeant First Class Cashe’s fuel soaked his uniform, igniting and causing severe burns to his body. Ignoring his painful wounds, Sergeant First Class Cashe then moved to the rear of the vehicle to continue in aiding his fellow soldiers who were trapped in the troop compartment. At this time, the enemy noted his movements and began to direct their fire on his position. When another element of the company engaged the enemy, Sergeant First Class Cashe seized the opportunity and moved into the open troop door and aided four of his soldiers in escaping the burning vehicle. Having extracted the four soldiers, Sergeant First Class Cashe noticed two other soldiers had not been accounted for and again he entered the building [sic] to retrieve them. At this time, reinforcements arrived to further suppress the enemy and establish a Casualty Collection Point. Despite the severe second- and third-degree burns covering the majority of his body, Sergeant First Class Cashe persevered through the pain to encourage his fellow soldiers and ensure they received needed medical care. When medical evacuation helicopters began to arrive, Sergeant First Class Cashe selflessly refused evacuation until all of the other wounded soldiers were evacuated first. Sergeant First Class Cashe’s extraordinary heroism and selflessness above and beyond the call of duty were keeping with the highest traditions of the military service and reflect great credit upon himself, his unit, and the United States Army. Signed
 Joseph R. Biden 
the President of the United States.
— 